# 大島 (長崎県小値賀町)

五島列島

大島（おおしま）は、長崎県北松浦郡小値賀町の有人島である。

## 概要
小値賀島から南西3kmに位置する有人の島であり、世帯数22、人口72（2014年8月現在）。小値賀火山島群のひとつで、西海岸には「巨大な火山弾」が複数残っており、長崎県指定文化財に指定されている。小値賀島南部の笛吹港から大島へ旅客船が1日に4便以上運行している（2006年10月1日改正ダイヤ）。
属島に宇々島があり、地域ローカルの互助制度を昭和30年代まで維持していた。
小値賀町立小値賀小学校の分校が存在する。
- 大島港待合所（長崎県小値賀町）
- 小値賀小学校大島分校案内 (大島港)